# Tunde Bakare
Tunde Bakare (ur. 11 listopada 1954 w Abeokucie) – nigeryjski pastor, teleewangelista i polityk, z wykształcenia prawnik. Założyciel Kościoła zielonoświątkowego w Lagos, znanego jako Zgromadzenie Późnego Deszczu (ang. Latter Rain Assembly).
Wychował się w rodzinie muzułmańskiej. W 1974 konwertował na chrześcijaństwo. Początkowo był pastorem Deeper Christian Life Ministry, następnie na krótko przystąpił do Odkupionego Chrześcijańskiego Kościoła Bożego, po czym w 1989 roku założył własny Kościół. 
W 2002 roku był aresztowany za krytykowanie reżimu prezydenta Olusẹgun Ọbasanjọ. W 2011 wspierał generała Muhammadu Buhariego w wyborach na prezydenta Nigerii. 
Jest żonaty z Layide Bakare, z którą ma pięcioro dzieci.